# Neoplan N4016
Le Neoplan N4016 était un modèle d'autobus à plancher partiellement surbaissé du constructeur allemand Auwärter Neoplan Bus GmbH. Il remplace le Neoplan N416 SL. Il a d'abord été construit dans l'usine de Stuttgart, puis en Pologne.
Cet autobus a été livré avec deux portes, l'une à l'avant et une centrale, une porte supplémentaire derrière l'essieu arrière était également disponible en option. Le modèle a également été fabriqué avec la conduite à droite pour les pays à circulation à gauche, notamment pour les entreprises de transport britanniques mais avec une porte à l'avant et une porte de secours à droite derrière l'essieu arrière.
Il existe des versions midibus du modèle N4016 en trois longueurs différentes : N4009, N4010 et N4011 ainsi qu'une version articulée de 18 mètres, N4021. 

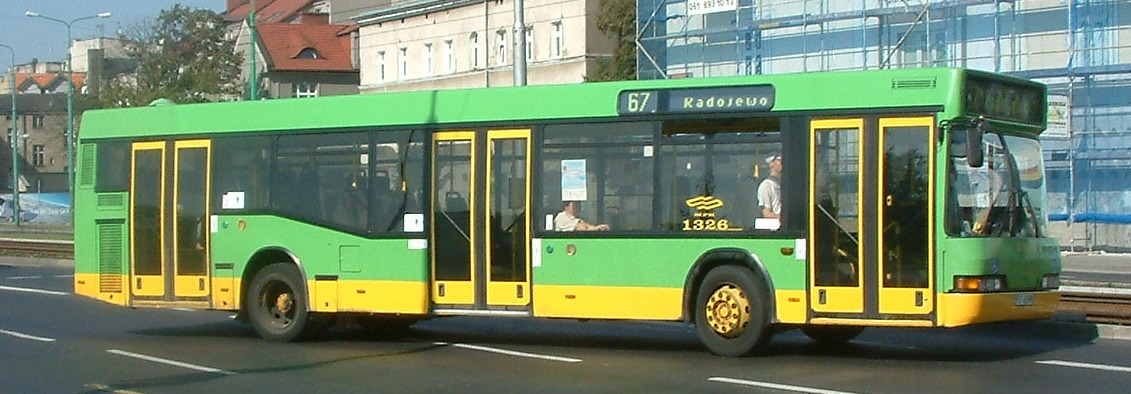
Neoplan N4016 à Poznań (Septembre 2006)

Le Neoplan N4016 a été construit à partir de 1989 avec une ligne haute et uniforme des fenêtres. Les portes 1 et 2 ne comportaient pas de marche mais les sièges étaient tous posés sur des socles surélevés. Seul le couloir central était au niveau des portes d'accès. 
Ce n'est qu'à partir de 1993 que Neoplan Bus a construit son premier vrai autobus à plancher partiellement surbaissé avec un bord de fenêtre abaissé entre les deux premières portes, mais relevé après. Entre les deux portes, les sièges n'étaient plus disposés sur des socles. L'autobus n'était plus appelé N4016, mais N4014. La production du N4014 est arrêtée en 1999, remplacé par le N4416.

## Neoplan N4015 plancher surbaissé
Sur la base du châssis Scania L113 CLL (Scania FlexCi), Auwärter Neoplan a produit un autobus à entrée basse avec un plancher à 340 mm du sol sur la porte avant, deux marches devant la porte arrière avec un plancher remontant jusqu'au-dessus du moteur diesel, logé à l'arrière. La hauteur d'entrée pouvait être réduite de 120 mm avec le kneeling. Le véhicule mesurait 11 985 mm de long, 2 500 mm de large et 3 020 mm de hauteur. Plusieurs moteurs diesel Scania étaient disponibles : trois moteurs de 220 ch DIN (162 kW), 234 ch (172 kW) et 320 ch (235 kW) Euro I et un moteur de 260 ch DIN (191 kW) Euro II.

## Histoire de Neoplan
Auwärter Neoplan était un constructeur allemand d'autobus et d'autocars, fondé en 1935 par Gottlob Auwärter à Stuttgart, Land du Bade-Wurtemberg. Le constructeur est racheté en 2001 par MAN Nutzfahrzeuge AG, filiale de MAN SE. Depuis, Neoplan Bus GmbH fait partie du groupe Neoman GmbH, filiale de MAN Truck & Bus, qui produit des autobus sous les marques MAN et Neoplan. 
Les appellations des véhicules suivent toutes la même logique, avec un suffixe « liner ».
De 2008 à 2014, Neoplan Bus GmbH n'a fabriqué que des autocars. La fabrication des autobus et trolleybus a été confiée à une nouvelle société du groupe MAN, VISEON Bus GmbH qui a cessé son activité en juin 2013 après une faillite. La société a été liquidée en mai 2014.
Depuis 2009, Neoplan ne fabrique que des bus touristiques et des trolleybus tandis que MAN fabrique principalement des autobus urbains et interurbains ou longue distance, plus simples.